# Znak
Znak je predstavljanje predmeta koje podrazumijeva vezu između sebe i dotičnog predmeta. Prirodni znak ima uzročnu vezu s predmetom - na primjer, grmljavina je znak oluje. Konvencionalni znak dobiven je dogovorom - tako, na primjer, točka označava kraj rečenice. (Za razliku od simbola, koji zamjenjuje drugi predmet, npr. zastava je simbol nacije).
Način na koji znak nešto označava naziva se semiozom, čime se bavi semiotika i filozofija jezika.
Također postoje prometni znakovi koji služe kako bi vozače upozorili na moguće opasnosti na cestama. 
Konvencionalni znakovi koriste se na razne načine. Obično se želi dobiti reakcija ili samo informirati. To se postiže označavanjem, prikazom poruke, privlačenjem pažnje ili prikazom pokazatelja nekog uzroka (na primjer, medicinski simptomi označavaju bolest), vršenjem tjelesnog pokreta itd.

## Vanjske poveznice
- LZMK / Hrvatska enciklopedija: znak
- LZMK / Proleksis enciklopedija: znak